# Casa-fàbrica Partegàs-Riera
La casa-fàbrica Partegàs-Riera és un conjunt d'edificis situat als carrer dels Còdols, 10 i Obradors, 15 de Barcelona. Com que no estan catalogats, els correspon la categoria D (bé d'interès documental), atorgada per defecte a tots els edificis del districte de Ciutat Vella.

## Història
El 1754, Miquel Barraceta, hortolà de les Hortes de Sant Pau del Camp, va vendre la finca al gerrer Antoni Sorribas, que hi va establir el seu obrador i el 1776 va demanar permís per a remuntar dos pisos sobre planta baixa i un pis a la casa del carrer dels Còdols.
Fou succeït pel seu fill Pere, també gerrer, casat amb Maria Àngela Firmat, que el 1817, ja vídua, va vendre la propietat al fabricant de sabó Esteve Partegàs i Solà i al comerciant Agustí Bori i Matalí, natural de Sitges, per 11.000 lliures. L'any següent, Partegàs va demanar permís per a reconstruir la casa del carrer dels Còdols amb planta baixa i tres pisos, segons el projecte del mestre de cases Salvador Estrada, i novament el 1836 per a augmentar la volada dels balcons, segons el projecte del mestre d'obres Antoni Valls i Galí. Partegàs també era majorista d'oli (una de les matèries primeres del sabó), tal com ho reflectien les notícies publicades a la premsa.
Agustí Bori fou succeït pel seu fill Bernat Bori i Carbonell, i el 1847, la seva vídua Francesca Birosa i el seu fill Agustí Bori i Birosa van vendre la seva meitat de la casa-fàbrica a Partegàs per 7.579 lliures. Aquest va morir el 1852, i el negoci va passar a mans del seu gendre, el comerciant de productes químics Josep Riera i Planas, casat amb la seva filla Josepa, que el 1853 va encarregar a l'arquitecte Josep Buxareu la reedificació de la casa del carrer dels Còdols amb planta baixa i quatre pisos.

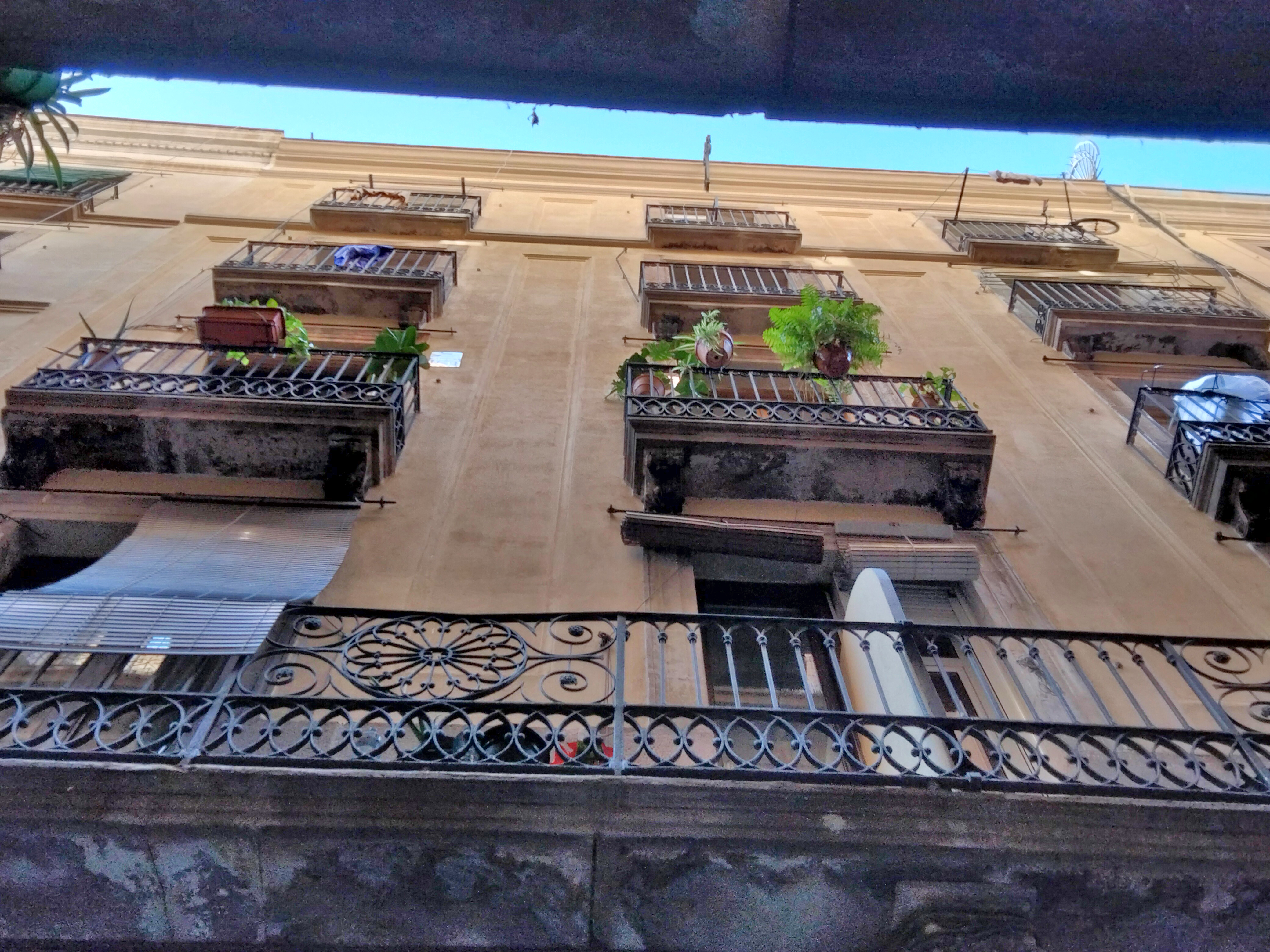
Detall de la façana del carrer dels Còdols

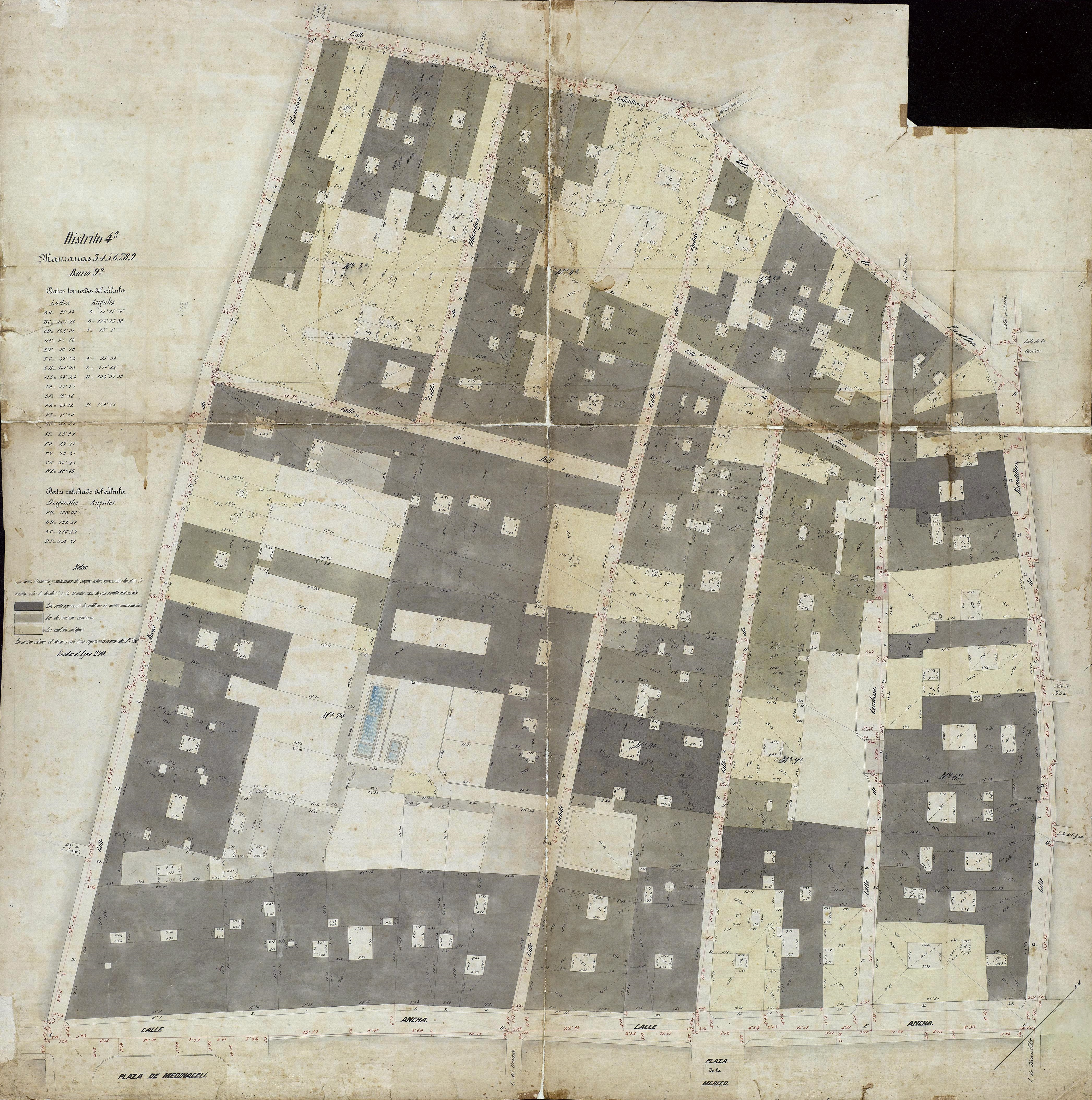
Quarteró núm. 113 de Garriga i Roca (c. 1860)

El 1857, Riera hi figurava com a fabricant de sabó i majorista d'oli. El 1859, el titular de la fàbrica de sabó era Francesc Larrouvé, mentre que Riera hi figurava com a majorista d'oli, i el 1863, com a majorista d'oli i sabó.
Posteriorment s'hi establí Frederic Prats i Falcó, majorista d'«aceites, drogas y otros géneros nacionales y estrangeros».